# Adama amanda
Adama amanda är en insektsart som beskrevs av Rauno E. Linnavuori och Al-ne'amy 1983. Adama amanda ingår i släktet Adama och familjen dvärgstritar. Utöver nominatformen finns också underarten A. a. aethiopica.